# 23 Serpnja
23 Serpnja (Oekraïens: 23 серпня, ⓘ; Russisch: 23 августа, 23 avgoesta) is een van de nieuwere stations van de metro van Charkov. Het station werd geopend op 2 augustus 2004 en was tot de opening van het nieuwste station Oleksiejivska op 21 december 2010 het noordwestelijke eindpunt van de Oleksiejivska-lijn. Het metrostation bevindt zich onder de Prospekt Lenina (Leninlaan), midden in de wijk Pavlove Pole in het noorden van Charkov. Zijn naam dankt het station aan de Voelytsja 23 serpnja (23 augustusstraat); op deze datum in 1943 werd de stad bevrijd van de Duitse bezetting. Op station 23 Serpnja kan worden overgestapt op een groot aantal bus- en trolleybuslijnen naar het noordwesten van de stad.
Het station is ondiep gelegen en beschikt over een perronhal met vierkante zuilen. Voor de inrichting van het station werd gekozen voor een geheel nieuw ontwerp dat grote overeenkomsten vertoont met het naburige station Botanitsjny Sad; station 23 Serpnja onderscheidt zich er echter van door zijn kleurstelling. De wanden langs de sporen zijn bekleed met roze ruitvormige geëmailleerde tegels met reliëf en zijn gedecoreerd met acht mozaïeken die stadsgezichten afbeelden. De zuilen op het perron zijn afgewerkt met roze marmer, de vloer is geplaveid met bruine tegels van gepolijst graniet. Het station heeft twee ondergrondse lokettenzalen die verbonden zijn met een uitgebreid netwerk van voetgangerstunnels onder de kruising van de Prospekt Lenina en de Voelytsja 23 serpnja.